# Lo Barranquill
Lo Barranquill és una llau del terme municipal de Castell de Mur, dins de l'antic terme de Mur, al Pallars Jussà, en terres del poble del Meüll.
Es forma al vessant nord-occidental de la Serra del Castell, a llevant del Planell de Sallamana, des d'on davalla cap al nord-oest, de primer, i cap al nord després. Deixa la partida de Cabicerans a l'est, i s'aboca al cap de poc en el barranc de l'Espona.